# Schizidium hybridum
Schizidium hybridum är en kräftdjursart som först beskrevs av Gustav Budde-Lund 1896.  Schizidium hybridum ingår i släktet Schizidium och familjen klotgråsuggor. Inga underarter finns listade i Catalogue of Life.